# Brian Phelps
Pour les articles homonymes, voir Phelps.
Brian Phelps, né le 21 avril 1944 à Chelmsford, est un plongeur britannique.

## Carrière
Brian Phelps remporte la médaille de bronze aux Jeux olympiques d'été de 1960 à Rome en participant à l'épreuve de la plateforme 10 mètres.